# Александро-Невский собор (Батуми)

Войсковой собор Святого Александра Невского — разрушенный православный собор в Батуми.

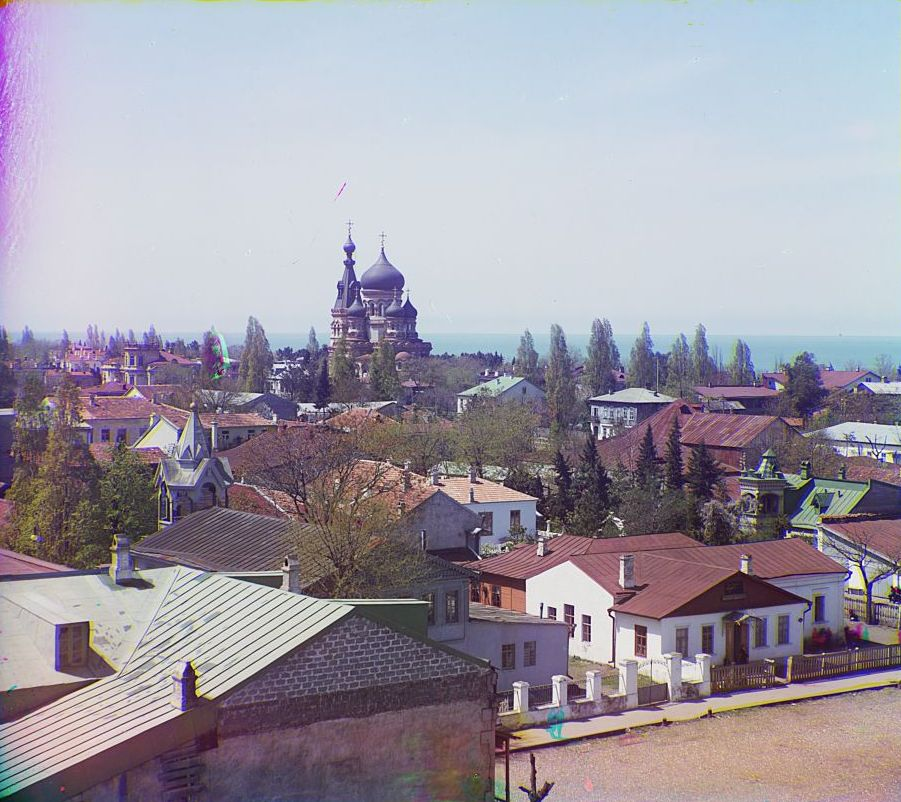
Вид Александро-Невского собора, фотография С. М. Прокудина-Горского

Авторы проекта — гражданские инженеры И. П. Голенищев и Ф. Ф. Любянов. Закладка собора состоялась в 1888 году в присутствии императора Александра III и членов императорской семьи. Собор действовал с конца XIX века вплоть до 1936 года и был разрушен в ходе атеистической кампании советского периода. Фундамент собора послужил основанием нового здания гостиницы «Интурист» архитектора Щусева.